# Хиландар: Лековито биље у Богородичном врту
Хиландар: Лековито биље у Богородичном врту је монографија Славољуба Тасића и Предрага Лазаревића објављена 2021. и трећа по реду публикација објављена у саиздаваштву Манастира Хиландар и Завода за заштиту природе Републике Србије.

## О књизи
Монографија Хиландар: Лековито биље у Богородичном врту је посвећена истраживању природе, њених одлика и вредности и лековитом биљу на имању Манастира Хиландар. Наслов указује на дугу традицију лечења биљем на овом месту. 
Публикација детаљно објашњава истраживања флоре на тлу Свете Горе у епицентру европске биолошке разноврсности уз разноврсне илустрације.
Аутори су, надахнути делом монаха Саве Хиландарца и Хиландарским медицинским кодексом, истражили и описали преко стотину биљних врста и навели начине њихове примене у лечењу.